# Margaret (chanteuse)
Pour les articles homonymes, voir Margaret.
Margaret, née Małgorzata Jamroży le 30 juin 1991, est une chanteuse polonaise.

## Discographie

### Albums studio
- 2014 : Add the Blonde
- 2015 : Just the Two of Us (avec Matt Dusk)
- 2017 : Monkey Business
- 2019 : Gaja Hornby
- 2021 : Maggie Vision
- 2024 : Siniaki i cekiny

### Extended plays
- 2013 : All I Need

### Single
- 2013 : Thank You Very Much
- 2013 : Tell Me How Are Ya
- 2014 : Wasted
- 2014 : Start a Fire
- 2015 : Heartbeat
- 2015 : Just the Two of Us (avec Matt Dusk)
- 2015 : 'Deed I Do (avec Matt Dusk)
- 2016 : Cool Me Down
- 2016 : Elephant
- 2017 : Blue Vibes
- 2017 : What You Do
- 2017 : Monkey Business
- 2017 : Byle jak
- 2018 : In My Cabana